# Variety
Pour les articles homonymes, voir Variety (homonymie).
Variety est un magazine américain consacré à l’industrie du spectacle fondé par Sime Silverman. Les premières publications, datant de 1905, couvrent l’actualité théâtrale avec un bureau à New York. Un bureau supplémentaire est ouvert en 1933 à Los Angeles dans le but de traiter l’actualité cinématographique.

## Présentation
Variety est publié depuis décembre 1905, date à laquelle il a été lancé par le journaliste américain Sime Silverman (1873-1933) en tant qu’hebdomadaire couvrant le théâtre et le vaudeville, avec son siège à New York. Sime Silverman avait été licencié par le Morning Telegraph en 1905 pour avoir critiqué un spectacle qui avait fait paraître une annonce pour 50 dollars. Il décide ensuite de lancer sa propre publication qui, affirme-t-il, « ne serait pas influencée par la publicité ». Il n'est pas sûr que cette déclaration sur l'indépendance par rapport aux annonceurs soit toujours totalement d'actualité.
Il existe trois éditions papier (un hebdomadaire  et deux quotidiens) ainsi qu’un site web. Variety, l’hebdomadaire, est imprimé sur papier glacé et distribué aux États-Unis et à l'international ; destiné aux professionnels de l'industrie du spectacle, il couvre des sujets liés aux films, à la télévision, au théâtre, à la musique et aux jeux vidéo. Daily Variety est le nom utilisé pour l’édition quotidienne du journal : l’un est publié à Los Angeles et l’autre à New York. Daily Variety Gotham, créé en 1998, est le nom de l’édition new-yorkaise : ce quotidien, mis sous presse plus tôt que la version californienne, privilégie les nouvelles en rapport avec l’industrie du spectacle de la côte est.
Une part importante des revenus de Variety est réalisée durant la période des nominations aux Oscars. De nombreux encarts publicitaires en couleur et pleine page avec pour titre « pour votre considération » viennent alors doubler, voire tripler, le nombre de pages habituel du journal. Ces encarts tentant de mettre en avant tel ou tel film, acteur ou technicien sont destinés aux professionnels du cinéma car eux seuls peuvent voter et ainsi déterminer qui emportera la statuette.
Depuis de nombreuses années, les journalistes et éditorialistes de Variety utilisent un jargon appelé slanguage (contraction de slang, qui signifie « argot », et de langage) ou varietyese qui se réfère spécifiquement à l’industrie du cinéma et a été largement adopté et imité par d’autres journalistes de la presse cinématographique. On lui attribue des expressions telles que « sitcom » ou « sex appeal ». Son titre à la une le plus célèbre date d’octobre 1929, lors du krach boursier, « Wall St. Lays An Egg » (Wall Street fait un « four ») tandis que « Sticks Nix Hick Pix » est devenu populaire grâce au film de Michael Curtiz La Glorieuse Parade dans lequel James Cagney explique cette manchette à des enfants. Ce titre argotique parfois écrit « Stix nix hix flix » signifie que les spectateurs habitant à la campagne ne vont pas voir des films dont le thème est la campagne. Une traduction possible serait : « la cambrousse dit niet au cinoche de péquenauds ».
Le concurrent de Daily Variety, The Hollywood Reporter, évite les titres axés show-biz et préfère un style de couverture plus contemporain sans déformation radicale de l’anglais. Les deux journaux ont une longue histoire de désaccords mais les éditorialistes de talent vont de l’un à l’autre. Pendant plus d'un siècle, Variety a été une source d'informations jugée particulièrement fiable par  l'industrie du divertissement. La revue en a encore en partie la réputation, mais plutôt pour les membres d'une génération plus âgée. La concurrence est désormais constituée surtout de sites web, comme le site The Hollywood Reporter, le site Deadline.com, ainsi que des sites tels que IndieWire, The Wrap , et TMZ, tandis que les journaux grand public et plus généralistes ont accrus également leur couverture du monde du spectacle.
Le magazine appartient à Penske Media Corporation (PMC) qui l'a racheté en 2012,. PMC est propriétaire de Deadline Hollywood.
Le rédacteur en chef de Variety de 1989 à 2009, Peter Bart, a travaillé auparavant aux studios Paramount Pictures et au New York Times. L’édition hebdomadaire (la seule désormais) est diffusée à plus 40 000 exemplaires et lue par 120 000 lecteurs. Variety diffuse des éditions quotidiennes lors de certains festivals tels ceux de Cannes, Toronto ou encore Venise.
La version internet de Variety, créée en 1998, fut l’un des premiers journaux en ligne à faire payer l’accès. En 2012, PMC annonce la suppression du  paywall du site web.